# 索科利夫卡 (克里若皮利區)
48°26′31″N 28°59′32″E / 48.44194°N 28.99222°E
索科利夫卡（烏克蘭語：Соколівка），是烏克蘭的村落，位於該國西南部文尼察州，由圖利欽區負責管轄，始建於1600年，面積4.5平方公里，海拔高度224米，2001年人口2,134，人口密度每平方公里474.12人。